# Лук желтоватенький
Лук желтоватенький (лат. Allium flavellum) — многолетнее травянистое растение, вид рода Лук (Allium) семейства Луковые (Alliaceae).

## Ботаническое описание
Луковицы по 1–3 прикреплены к косому корневищу, конически-яйцевидные, 1,5–2,5 см длиной, 0,5–1 см толщиной, с бурыми или рыжевато-бурыми сетчатыми оболочками.
Стрелка 20–45 см высотой. Листья в числе 3–5, линейные, 1–2 мм ширириной, видимо, плоские, повернутые, серповидно изогнутые, по краю гладкие или шероховатые, значительно короче стрелки. Чехол коротко заостренный, в 3–4 раза короче зонтика, остающийся. 
Зонтик пучковатый, чаще полушаровидный или иногда почти шаровидный, многоцветковый, рыхлый. Цветоножки почти равные, в 2–4 раза длиннее околоцветника, при основании с немногочисленными прицветниками. Околоцветник узкоколокольчатый; листочки желтоватые, иногда с фиолетовой жилкой, 6–8 мм дл., почти равные, линейно-ланцетные или ланцетные, оттянутые, острые, наружные немного более широкие. Нити тычинок почти в 1,5 раза короче околоцветника, сросшиеся на 1/3 между собой и с околоцветником, цельные, наружные треугольно-шиловидные, внутренние треугольные, в 2 раза более широкие. Пыльники жёлтые. Столбик не выдается из околоцветника, 2–2,5 мм длиной. Завязь без коронки. 
Коробочка в 1,5 раза короче околоцветника, с почти округлыми створками.
Цветение в мае–июне.

## Ареал и места обитания
Распространен в Узбекистане и Таджикистане.
Мелкоземистые склоны, каменистые и щебнистые склоны.

## Таксономия
Вид Лук желтоватенький входит в род Лук (Allium) семейства Луковые (Alliaceae) порядка Спаржецветные (Asparagales).
|  |                                      |  |                                                             |                                                             |                   |  | ещё 24 семейства (согласно Системе APG II) | ещё 24 семейства (согласно Системе APG II) |                        |  |  |  | ещё более 870 видов |
|  |                                      |  |                                                             |                                                             |                   |  | ещё 24 семейства (согласно Системе APG II) | ещё 24 семейства (согласно Системе APG II) |                        |  |  |  | ещё более 870 видов |
|  |                                      |  |                                                             | порядок Спаржецветные                                       |                   |  |                                            |                                            | род Лук                |  |  |  |                     |
|  |                                      |  |                                                             | порядок Спаржецветные                                       |                   |  |                                            |                                            | род Лук                |  |  |  |                     |
|  | отдел Цветковые, или Покрытосеменные |  |                                                             |                                                             | семейство Луковые |  |                                            |                                            | вид Лук желтоватенький |  |  |  |                     |
|  | отдел Цветковые, или Покрытосеменные |  |                                                             |                                                             | семейство Луковые |  |                                            |                                            |                        |  |  |  |                     |
|  |                                      |  | ещё 44 порядка цветковых растений (согласно Системе APG II) | ещё 44 порядка цветковых растений (согласно Системе APG II) |                   |  |                                            | ещё около 300 родов                        | ещё около 300 родов    |  |  |  |                     |
|  |                                      |  |                                                             | ещё 44 порядка цветковых растений (согласно Системе APG II) |                   |  |                                            |                                            | ещё около 300 родов    |  |  |  |                     |